# Electro wave
Electro wave, poznat kao i techno wave (1980-ih kad se izraz techno upotrebljavao za svu elektroničku glazbu, za razliku od sadašnjosti gdje predstavlja posebni žanr) je naziv za glazbeni žanr nastao u okrilju new wavea. Razvijao se pretežno u Njemačkoj. Obilježavaju ga umjetnici koji zvuk proizvode u potpunosti sintetički (Kraftwerk, Depeche mode, John Foxx, Gary Numan, Anne Clark). 